# Stefano Donagrandi
Stefano Donagrandi (ur. 1 września 1976 w Bormio) – włoski łyżwiarz szybki, złoty medalista olimpijski.

## Kariera
Największy sukces w karierze Stefano Donagrandi osiągnął w 2006 roku, kiedy wspólnie z Enrico Fabrisem, Ippolito Sanfratello oraz Matteo Anesim zdobył złoty medal w biegu drużynowym podczas igrzysk olimpijskich w Turynie. Na tych samych igrzyskach był między innymi trzynasty na dystansie 10 000 m i szesnasty w biegu na 5000 m. Na rozgrywanych cztery lata wcześniej igrzyskach w Salt Lake City zajął 20. miejsce w biegu na 5000 m i 24. miejsce w biegu na 1500 m. Nigdy nie zdobył medalu mistrzostw świata, jego najlepszym wynikiem było piętnaste miejsce w biegach na 1500 i 5000 m podczas mistrzostw świata na dystansach w Heerenveen w 1999 roku. W tym samym roku był też jedenasty na wielobojowych mistrzostwach Europy w Heerenveen. Nigdy nie stawał na podium indywidualnych zawodów Pucharu Świata.